# Globine

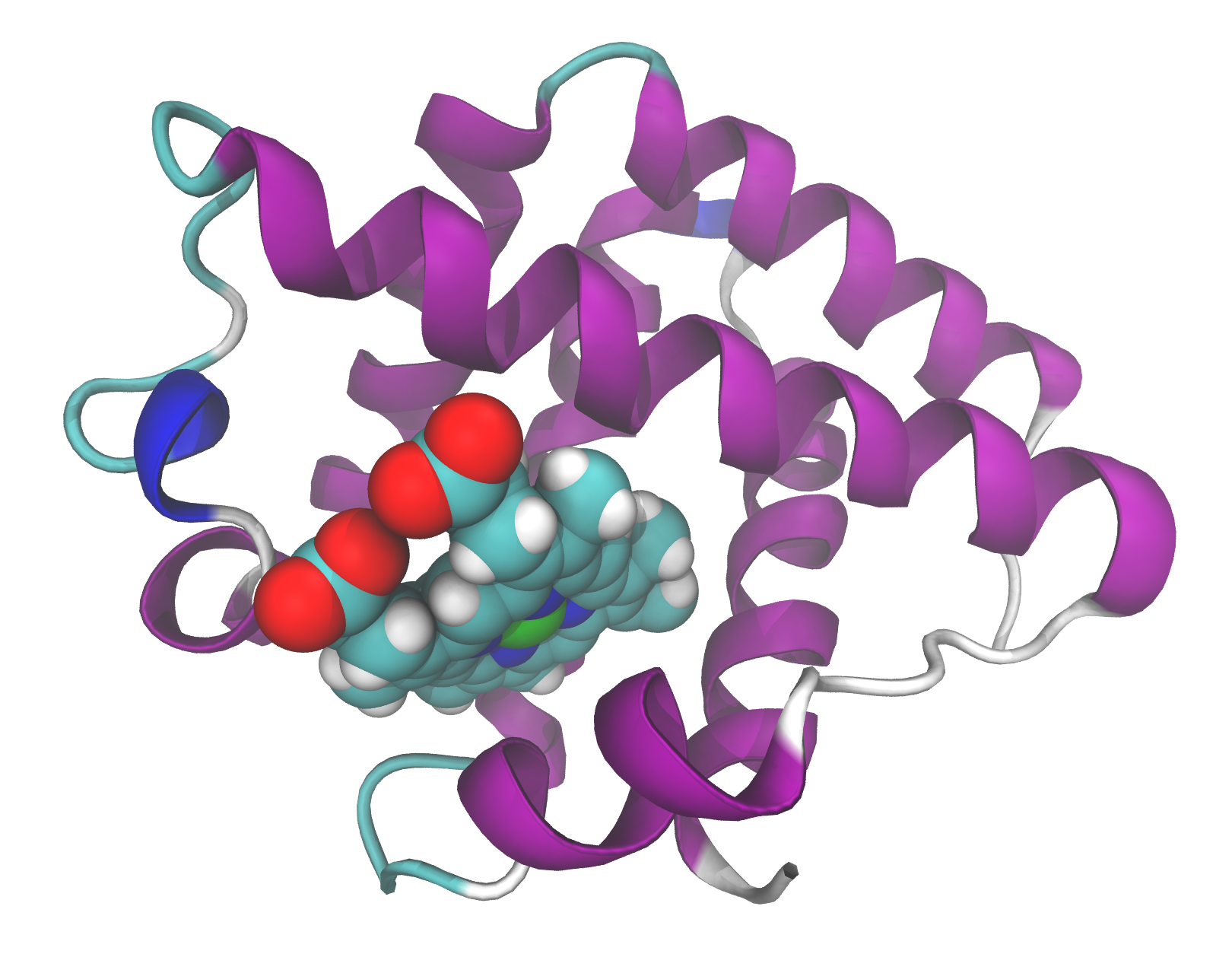
Bändermodell von Leghämoglobin a der Sojabohne (Glycine max), mit Häm als Kalotten, nach PDB.

Globine sind sauerstofftransportierende oder -bindende Proteine, die in allen aeroben Lebewesen vorkommen. Ein wesentliches Merkmal ist der Kofaktor, der immer zu den Hämen gehört.
Globine werden in mehrere große Gruppen aufgeteilt, die Hämoglobine (Hb) und Myoglobine (Mb) in Wirbeltieren, die Globine der Wirbellosen, die Leghämoglobine und andere in Pflanzen und die Flavohämoproteine (FHb) in Bakterien und Pilzen. Von diesen Hauptgruppen wegentwickelt haben sich einzelne Proteingruppen wie die Hämoglobine der Protozoen, Cyanoglobine in Cyanobakterien und die Globine von Algenchloroplasten und Mycobakterien.
Ein Globinmangel bzw. Mangel an Aminosäuren kann unter anderem zur Globinmangelanämie führen.